# 神栖警察署
神栖警察署（かみすけいさつしょ）は、茨城県警察が管轄する警察署の一つである。署長は警視。

## 所在地
- 茨城県神栖市木崎1203番地15 （神栖中央公園内）

- 庁舎内には警察本部刑事部機動捜査隊の神栖分駐隊や鑑識課機動鑑識班も入居している。

## 管轄区域
- 神栖市

## 沿革
- 2017年（平成29年）4月1日 - 新設[1]。

## 組織
- 署長
- 副署長
- 警務課
  - 総合相談係
  - 被害者支援係
- 会計課
- 留置管理課
- 地域課
- 生活安全課
  - 銃刀係
- 刑事課
  - 鑑識係
- 交通課
  - 企画安全係
- 警備課

## 地区交番
- 土合地区交番 - 神栖市土合本町2丁目9928-8

## 交番
- 神之池交番 - 神栖市木崎1203-3

- 知手浜交番 - 神栖市知手中央3丁目8-1
- 波崎交番 - 神栖市波崎8536-2

## 警備派出所
- 水上警備派出所 - 神栖市東深芝13